# Stałe Przedstawicielstwo Rosji przy ONZ

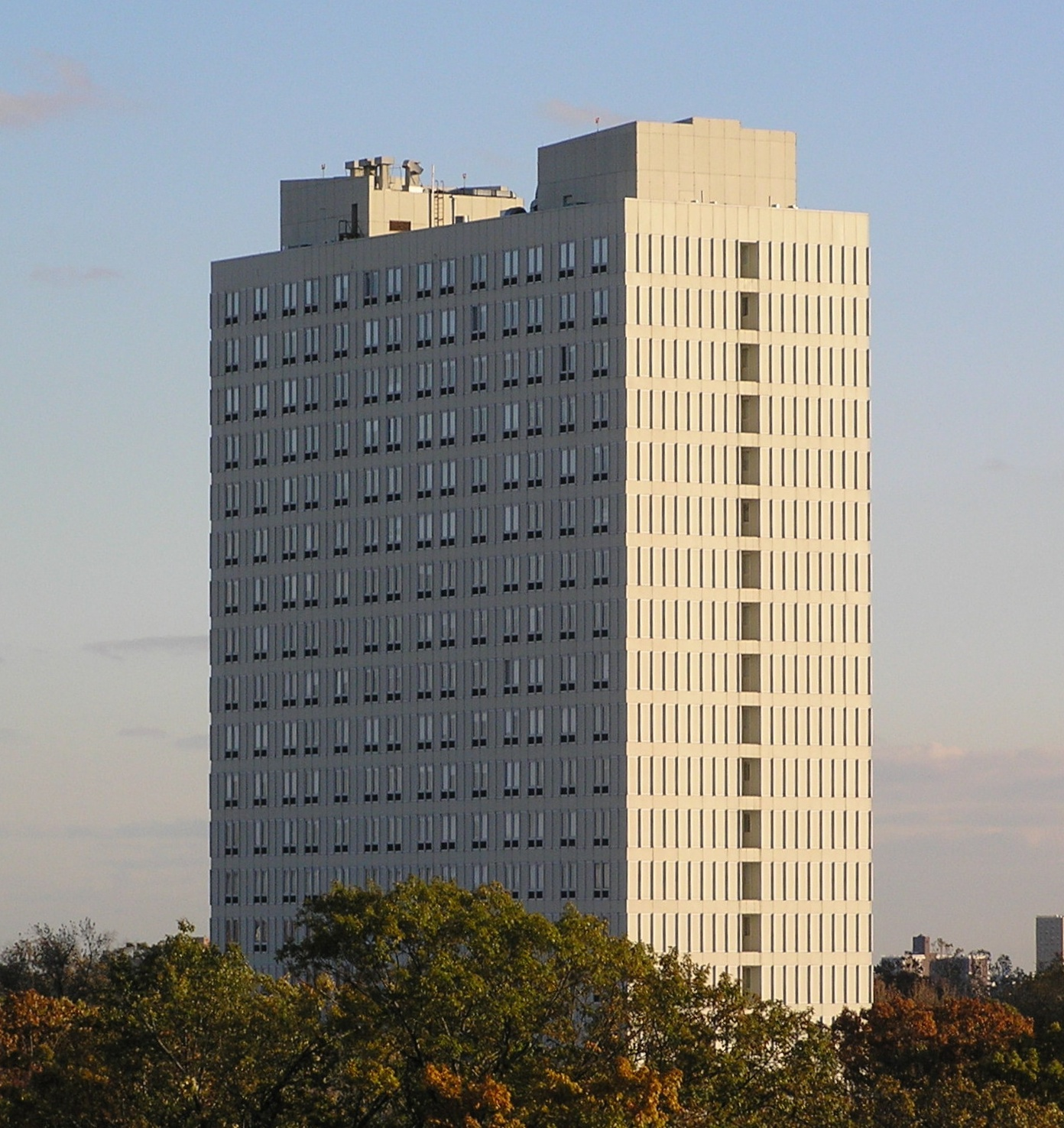
Budynek mieszkalny Stałego Przedstawicielstwa Rosji w Nowym Jorku (1974-)

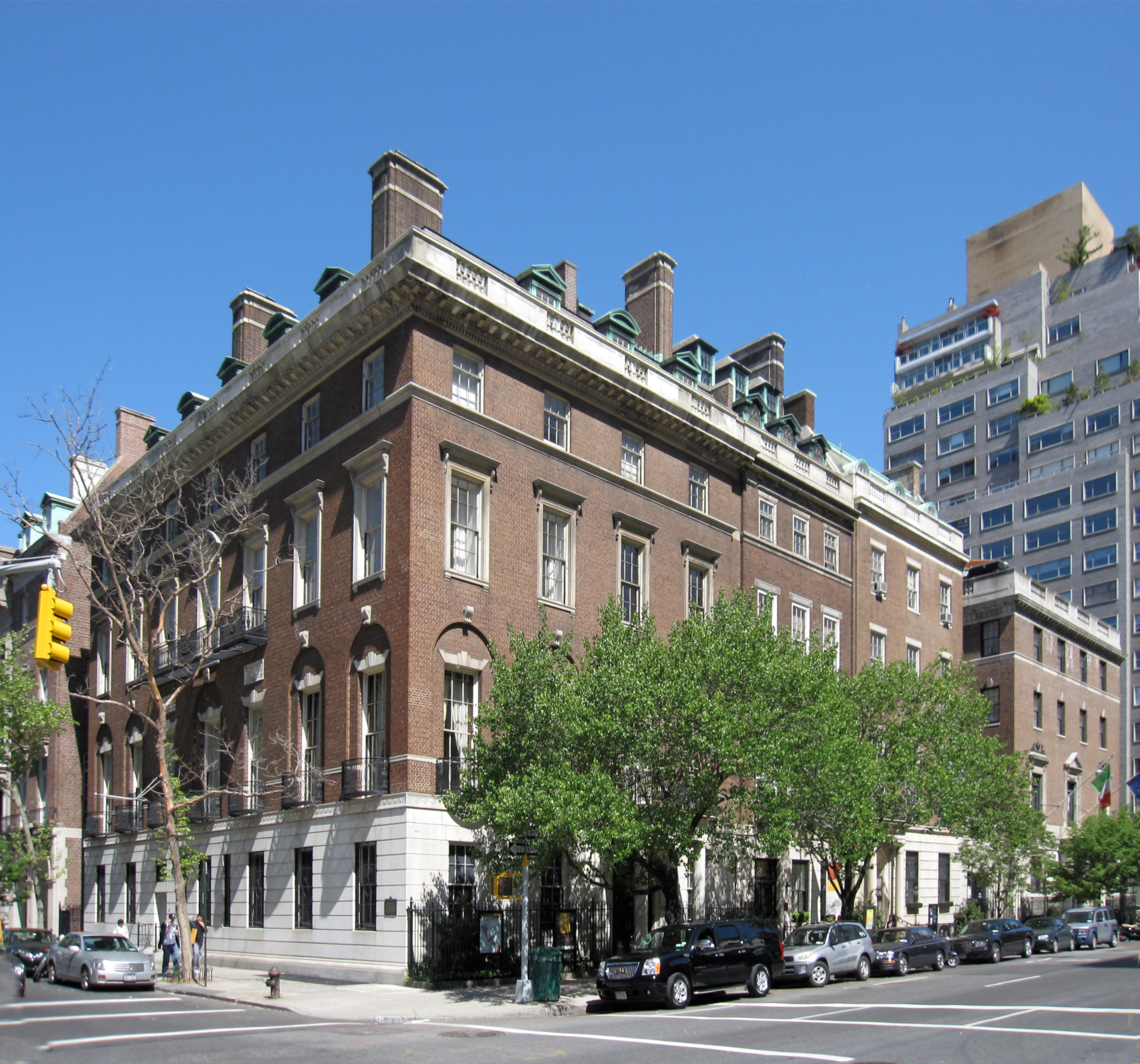
Pierwsza siedziba przedstawicielstwa w Percy Rivington Pyne House (1948-1964)

Stałe Przedstawicielstwo Rosji przy Narodach Zjednoczonych, Stałe Przedstawicielstwo Federacji Rosyjskiej przy Narodach Zjednoczonych (ros. Постоянное представительство Российской Федерации при ООН в г. Нью-Йорк, ang. The Permanent Mission of the Russian Federation to the United Nations in New York) – misja dyplomatyczna Federacji Rosyjskiej przy Organizacji Narodów Zjednoczonych z siedzibą w Nowym Jorku.
Stały Przedstawiciel Rosji przy ONZ zasiada w Radzie Bezpieczeństwa Organizacji Narodów Zjednoczonych, gdzie posiada prawo weta.

## Podział organizacyjny
- Szkoła Średnia przy Stałym Przedstawicielstwie Rosji przy ONZ w Nowym Jorku (Общеобразовательная школа при Постоянном представительстве России при ООН в Нью-Йорке), West 255th Street 355 (1954-)[3]

## Historia
Związek Sowiecki był członkiem założycielem ONZ; podpisał i ratyfikował Kartę NZ w 1945. Po upadku tego państwa jego sukcesorem została Federacja Rosyjska.

## Siedziba
W latach 1948–1964 przedstawicielstwo mieściło się w Percy R. Pyne House z 1911 (proj. McKim, Mead & White) przy Park Avenue 680, zajmowanym wcześniej przez przedstawicielstwo Chin przy ONZ (1947-1948). W 1960 z balkonu budynku przemawiał (głównie dla przedstawicieli prasy) Nikita Chruszczow. Od 1964 mieści się w 13-piętrowym budynku z 1961 przy East 67 Street 136. Na prawach sublokatora w obiekcie funkcjonuje też Stałe Przedstawicielstwo Białorusi. Do przedstawicielstwa należy też osiedle mieszkalne z 20-piętrowym budynkiem z 1974 na Riverdale przy West 255th Street 355 (wraz z 240 mieszkaniami, szkołą średnią, polikliniką, salą sportową, basenem, bezcłowym sklepem, salami widowiskową i balową, podziemnym garażem na 100 samochodów), dwie nieruchomości na Long Island, zakupiona w 1952 przez Rosjan posiadłość Elmcroft z 1918 w Oyster Bay (38 pokoi) oraz zakupiona w 1951 posiadłość w stylu Tudorów Killenworth (proj. firmy Trowbridge and Ackerman) z 1912 przy Dosoris Lane w Glen Cove (49 pokoi). Pierwsza pełniła funkcję rezydencji Wiaczesława Mołotowa, zaś druga Nikity Chruszczowa (w 1960 i 1963), jak też Fidela Castro.